# Dakota de Sud
Dakota de Sud (în engleză State of South Dakota, AFI, saʊθ dəˈ koʊ tə) este unul din cele 50 de state ale Statelor Unite ale Americii situat în zona cunoscută sub numele de Vestul mijlociu (în original, Midwestern). A fost denumit, ca și "statul frate", Dakota de Nord (cu care a fost admis simultan în Uniune la 2 noiembrie 1889, ca cel de-al patruzecilea stat al acesteia), după triburile native-americane Lakota și Dakota (care mai este cunoscut și ca Sioux).
Parte a fostului Teritoriului Dakota (în original, Dakota Territory) între 1861 și 1889, statul South Dakota are o suprafață de 199.644 km2 (sau 77,116 sqmi) și o populație estimată la puțin peste 800.000 de locuitori. Orașul Pierre este capitala statului, iar Sioux Falls, cu o populație de circa 160.000, este cel mai mare oraș din statul Dakota de Sud.
Statul South Dakota se învecinează cu statele North Dakota (la nord), Minnesota și Iowa (la est) Nebraska (la sud), Wyoming și Montana (la vest). Statul este divizat de către fluviul Missouri în două părți distincte atât geografic cât și social, cunoscute local sub numele "East River" (Estul râului) și "West River" (Vestul râului). Estul statului Dakota de Sud constituie locul unde se găsesc cele mai fertile soluri ale statului și unde locuiește majoritatea populației statului. În vestul statului, din cauza solurilor sărace, respectiv a reliefului predominant deluros și muntos, populația, care este mult mai rară, este preponderent ocupată cu creșterea animalelor și turism.
Zona cunoscută sub numele de Black Hills (Colinele negre), care este un lanț montan de joasă altitudine acoperit cu păduri de pini, se găsește în partea sud-vestul statului. Întregul lanț muntos [The] Black Hills este o zonă sacră pentru populația Sioux. Tot în zona Black Hills se găsește Muntele Rushmore (Mount Rushmore), o importantă destinație turistică, a cărui fațadă sudică prezintă ansamblul sculptural al capetelor a patru președinți americani, numit Mount Rushmore National Memorial. La numai 29 de km (sau 18 mile) se găsește locul unei sculpturi imense, începută în 1948, care la finisare va fi cea mai mare din lume, Crazy Horse Memorial (Monumentul șefului Lakota Crazy Horse).
Alte atracții turistice ale sud-vestului statului includ parcurile naționale Badlands și Wind Cave, parcul statal Custer State Park și istorica localitate Deadwood.
Întregul stat Dakota de Sud are o climă temperat continentală cu cele patru sezoane tipice ale zonei temperate distincte și cu un regim de precipitații care variază de la nivele moderate în est la nivele de semi-aride în vest. Ecologia cea mai predominantă a statului este cea a preriei.

## Demografie

### Structura rasială
Populația totală a statului în 2010: 814,180

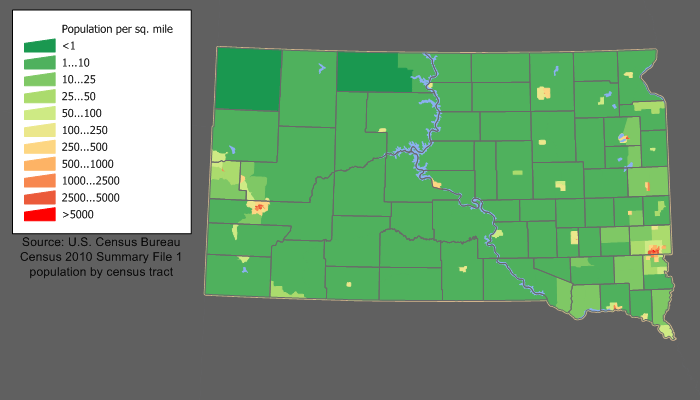
Densitatea populației statului Dakota de Sud

Structura rasială în conformitate cu recensământul din 2010:
- 85.9% Albi (699,392)
- 8.8% Amerindieni (71,817)
- 2.1% Două sau mai multe rase (17,283)
- 1.3% Negri (10,207)
- 1.0% Altă rasă (7,477)
- 0.9% Asiatici (7,610)
- Hawaieni Nativi sau locuitori ai Insulelor Pacificului (394)